# Paul Wyssling
Paul Raymond Wyssling (* 5. Januar 1912; † 30. Oktober 1970) war ein Schweizer Fussballschiedsrichter. Überregionale Bekanntheit erlangte der Spielleiter durch seine Teilnahme an den Weltmeisterschaftsendrunden 1954 und 1958. Bei beiden Turnieren jeweils zweimal im Einsatz, leitete er bei seiner ersten WM-Teilnahme das Spiel um den dritten Platz zwischen Österreich und dem amtierenden Weltmeister Uruguay, bei dem Europäer mit einem 3:1-Erfolg ihren größten Erfolg feierten. In der Qualifikation zum 1958 in Schweden stattfindenden Turnier leitete er zudem Spiele in der Südamerika-Qualifikation. Parallel reüssierte er insbesondere im Europapokal auf internationalem Parkett. Bei der WM 1958 leitete er das Viertelfinalspiel BR Deutschland – Jugoslawien (1:0)